# Прапор Грузії
Державним прапором Грузії є прапор «п'яти хрестів», який є білим полотнищем із п'ятьма червоними хрестами — один великий в центрі, який ділить прапор на чотири поля, в центрі кожного поля маленький хрест. Дата прийняття: 14 січня 2004 року.
Цей прапор відомий приблизно з XIII століття як прапор Грузинського царства. В його центрі — хрест святого Георгія (також присутній на національному прапорі Англії), який вважається покровителем Грузії. Наприкінці 1990-х років цей прапор використовувався опозиційною партією Об'єднаний національний рух на чолі з Міхеїлом Саакашвілі, після приходу до влади якого прапор «п'яти хрестів» проголошується державним прапором Грузії.

## Дизайн
Державний прапор Грузії, як описано в указі:
Державний прапор Грузії являє собою білий прямокутник із великим червоним хрестом у центральній частині
 торкаючись усіх чотирьох сторін прапора. У чотирьох кутах чотири болнійські хрести (також називають грузинським хрестом або Хрест святої Ніни) того самого кольору, що й великий хрест.

Конструкція прапора

| Схема   | Червоний    | Білий       |
| ------- | ----------- | ----------- |
| RGB     | 255-0-0     | 255-255-255 |
| CMYK    | 0-100-100-0 | 0-0-0-0     |
| Pantone | 485 C       | Safe        |
| Web     | #FF0000     | #FFFFFF     |

## Історичні прапори
Під час існування незалежної Грузинської демократичної республіки (1917–1921 роки) була створена власна державна символіка. Виникнення тогочасного національного прапора Грузії датується 25 березня 1917 року, а його автором вважається Якоб Ніколадзе. На той час використовували прапор з трьох рівновеликих смуг: чорної, білої і кизилової. 26 травня 1918 року було проголошено Акт про незалежність Грузії і триколірний прапор піднято над Будинком уряду в Тбілісі як державний. Коли соціал-демократи (меншовики) спробували підняти замість триколірного свій партійний червоний прапор, то це викликало бурю протестів громадськості й тривалий час над урядовою будівлею майоріли два прапори. 21 лютого 1921 року Установчі збори прийняли Конституцію, в якій зазначалося, що «Державний прапор Грузинської Республіки кизилового кольору з чорною і білою смужкою».

Прапор Грузинської демократичної республіки (1918—1921)

Прапор Грузинської РСР
У радянські часи ця символіка була замінена на радянську.

У складі Радянського Союзу країна мала офіційну назву Грузинська Радянська Соціалістична Республіка (Грузинська РСР), і використовувала радянську державну символіку.

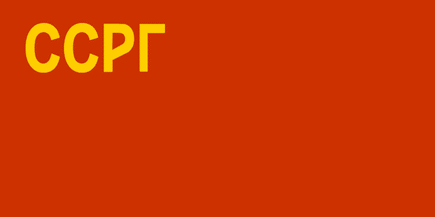
Прапор Грузинської РСР (1921—1922)
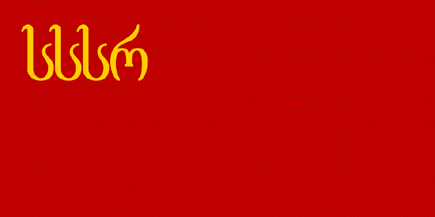
Прапор Грузинської РСР (1922—1937)
Прапор Грузинської РСР (1937—1951)
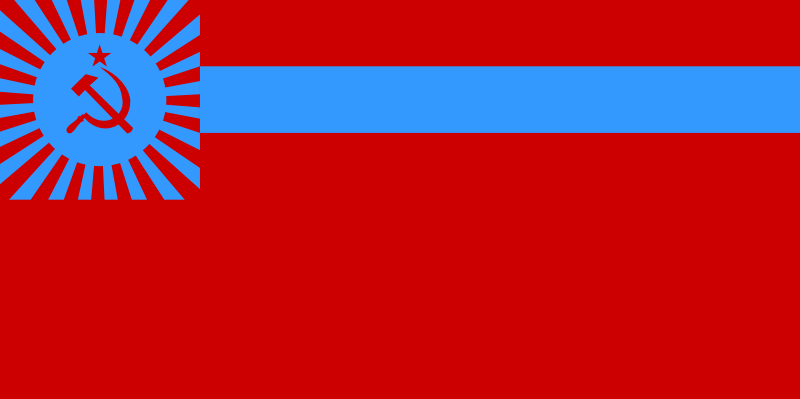
Прапор Грузинської РСР (1951—1990)

#### Прапор Республіки Грузія
14 листопада 1990 року Верховна Рада Республіки Грузія ухвалила окремі закони про державний герб, прапор, гімн, а також про оголошення перехідного періоду в республіці, у зв'язку з чим було внесено поправки в кілька статей конституції.
Стаття 181 гласила: «Державний і національний прапор Грузії являє собою тканину кизилового кольору прямокутної форми, на якій збоку від древка, у верхньому куті, — чорна (вгорі) і біла (внизу) смужки. Співвідношення ширини прапора до його довжини — 3:5, ширина кожної смужки (чорної і білої) дорівнює 1/5 прапора, а довжина — 2/5 довжини прапора».
28 грудня 1990 року окремими законами затверджено положення про державні символи. Кизиловий колір інтерпретувався як символ славного минулого, чорний — трагічних сторінок в історії народу, білий — надії на світле щасливе майбутнє.
Після приходу до влади президента Міхеїла Саакашвілі ця символіка у 2004 році була замінена нинішньою.

Прапор Республіки Грузія (1990—2004)
Прапор Республіки Грузія (з 2005 року)